# Tik-Tak-Polka
Die Tik-Tak-Polka ist eine Schnellpolka von Johann Strauss Sohn (op. 365). Das Werk wurde am 11. September 1874 im Wiener Volksgarten erstmals aufgeführt.